# Шушинская епархия

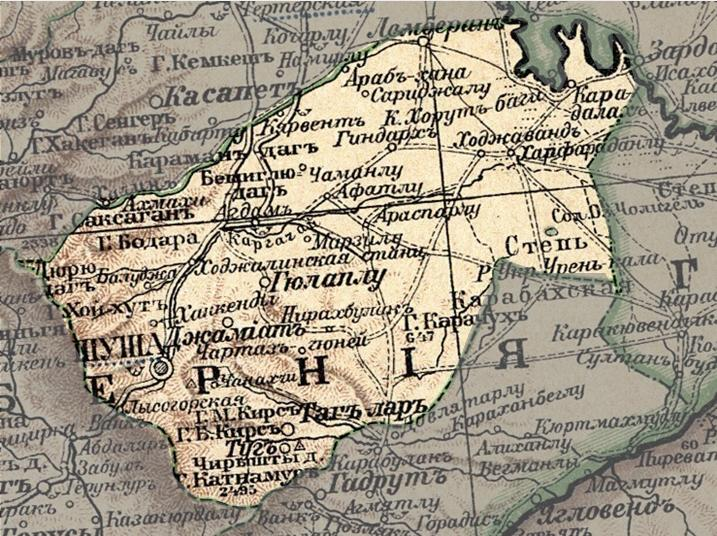
Карта Шушинского уезда

Шушинская (Карабахская) епархия Эчмиадзинского патриархата Армянской Апостольской церкви (арм. Հայ Առաքելական եկեղեցու Կիլիկիայի պատրիարքության Շուշիի (Ղարաբաղի) թեմ) — упразднённая архиепископская епархия Армянской Апостольской церкви бывшая в составе Эчмиадзинского патриархата с центром в городе Шуше.
Территория упразднённой Шушинской (её также называют Карабахской) епархии сегодня входит в юрисдикцию Арцахской епархии Армянской Апостольской церкви (на всей территории непризнанной Нагорно-Карабахской Республики).

## История
В юрисдикцию Шушинской епархии входила территория Шушинского уезда Российской империи. По данным на 1911 год количество верующих Армянской Апостольской церкви — 150.000, общин — 169. 
Епархия имела 167 церквей.